# Exoristinae
Exoristinae – podrodzina owadów z rodziny rączycowatych (Tachinidae).

## Wybrane plemiona i rodzaje
- Plemię Anacamptomyiini[1]
  - Anacamptomyia Bischof, 1904
  - Koralliomyia Mesnil, 1950[1]

- Plemię Blondeliini
  - Admontia Brauer & Bergenstamm, 1889
  - Angustia Sellers, 1943[2]
  - Anisia Wulp, 1890[2]
  - Anoxynops Townsend, 1927[2]
  - Belida Robineau-Desvoidy, 1863
  - Biomeigenia Mesnil, 1961[1]

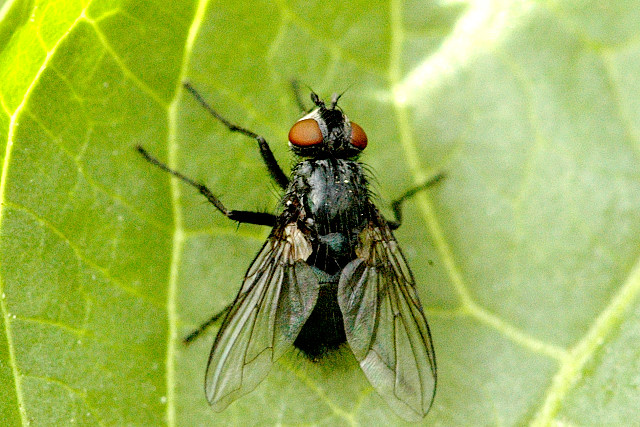
Blondelia nigripes

  - Blondelia Robineau-Desvoidy, 1830
  - Calolydella Townsend, 1927[2]
  - Celatoria Coquillett, 1890[2]
  - Chaetonodexodes Townsend, 1916[2]
  - Chaetostigmoptera Townsend, 1916[2]
  - Compsilura Bouché, 1834
  - Compsiluroides Mesnil, 1953[1]
  - Cryptomeigenia Brauer & von Bergenstamm, 1891[2]
  - Dolichocoxys Townsend, 1927[1]
  - Dolichotarsus Brooks, 1945[2]
  - Drinomyia Mesnil, 1962[1]
  - Enrogalia Reinhard, 1964[2]
  - Eophyllophila Townsend, 1926[3]
  - Eribella Mesnil, 1960[2]
  - Erynniopsis Townsend, 1926[2]
  - Eucelatoria Townsend, 1909[2]
  - Euhalidaya Walton, 1914[2]
  - Euthelyconychia Townsend, 1927[2]
  - Gastrolepta Róndani, 1862
  - Hemimacquartia Brauer & Bergenstamm, 1893
  - Hygiella Mesnil, 1957[3]
  - Istocheta Róndani, 1859[1]
  - Leiophora Robineau-Desvoidy, 1863
  - Ligeria Robineau-Desvoidy, 1863
  - Ligeriella Mesnil, 1961
  - Lixophaga Townsend, 1908
  - Medina Robineau-Desvoidy, 1830
  - Meigenia Robineau-Desvoidy, 1830
  - Meigenielloides Townsend, 1919[2]
  - Miamimyia Townsend, 1916[2]
  - Myiopharus Brauer & von Bergenstamm, 1889[2]
  - Opsomeigenia Townsend, 1919[1]
  - Oswaldia Robineau-Desvoidy, 1863
  - Oxynops Townsend, 1912[2]
  - Paracraspedothrix Villeneuve, 1919
  - Paratrixa Brauer & Bergenstamm, 1891[1]
  - Phasmophaga Townsend, 1909[2]
  - Phyllophilopsis Townsend, 1915[2]
  - Phytorophaga Bezzi, 1923[1]
  - Picconia Robineau-Desvoidy, 1863[2]
  - Policheta Róndani, 1856
  - Prodegeeria Brauer & Bergenstamm, 1895[1]
  - Sphaerina Wulp, 1890[2]
  - Steleoneura Stein, 1924[1]
  - Thelairodoria Townsend, 1927[2]
  - Trigonospila Pokorny, 1886
  - Urodexia Osten Sacken, 1882
  - Uromedina Townsend, 1926[1]
  - Vibrissina Róndani, 1861
  - Zaira Robineau-Desvoidy, 1830

- Plemię Eryciini
  - Acantholespesia Wood, 1987[2]
  - Alsomyia Brauer & von Bergenstamm, 1891[1]
  - Amelibaea Mesnil, 1955[1]
  - Ametadoria Townsend, 1927[2]
  - Aplomya Robineau-Desvoidy, 1830[4]
  - Aplomyopsis Townsend, 1927[2]
  - Bactromyia Brauer & Bergenstamm, 1891[4]
  - Bactromyiella Mesnil, 1952[3]
  - Buquetia Robineau-Desvoidy, 1847[2]
  - Cadurciella Villeneuve, 1927[4]
  - Carcelia Robineau-Desvoidy, 1830[4]
  - Catagonia Brauer & von Bergenstamm, 1891[1]
  - Cestonionerva Villeneuve, 1929[1]
  - Diglossocera van der Wulp, 1895[3]
  - Drino Robineau-Desvoidy, 1863[4]
  - Epicampocera Macquart, 1849[4]
  - Erycesta Herting, 1967[1]
  - Erycia Robineau-Desvoidy, 1830[4]
  - Euhygia Mesnil, 1968[1]
  - Eunemorilla Townsend, 1919[2]
  - Gymnophryxe Villeneuve, 1922[2]
  - Hapalioloemus Baranov, 1934[3]
  - Heliodorus Reinhard, 1964[2]

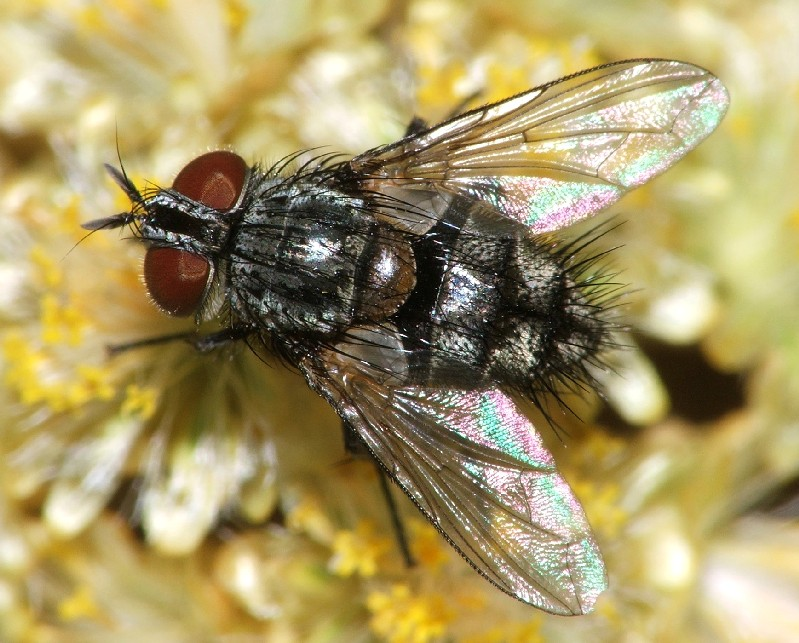
Carcelia sp.

  - Huebneria Robineau-Desvoidy, 1847[4]
  - Isosturmia Townsend, 1927,[1]
  - Lespesia Robineau-Desvoidy, 1863[2]
  - Lydella Robineau-Desvoidy, 1830[4]
  - Madremyia Townsend, 1916[2]
  - Myothyriopsis Townsend, 1919[2]
  - Nilea Robineau-Desvoidy, 1863[4]
  - Paradrino Mesnil, 1949[1]
  - Parapales Mesnil, 1950[1]
  - Periarchiclops Villeneuve, 1924[1]
  - Phebellia Robineau-Desvoidy, 1846[4]
  - Phonomyia Brauer & von Bergenstamm, 1893[1]
  - Phryxe Robineau-Desvoidy, 1830[4]
  - Prooppia Townsend, 1926[2]
  - Pseudoperichaeta Brauer & Bergenstamm, 1889[4]
  - Rhinaplomyia Mesnil, 1955[1]
  - Rhinomyodes Townsend, 1933[1]
  - Senometopia Macquart, 1834[4]
  - Setalunula Chao & Yang, 1990[1]
  - Siphosturmia Coquillett, 1897[2]
  - Sisyropa Brauer & Bergenstamm, 1889[2]
  - Sturmiopsis Townsend, 1916[1]
  - Thecocarcelia Townsend, 1933[4]
  - Thelyconychia Brauer & von Bergenstamm, 1889[1]
  - Thelymyia Brauer & von Bergenstamm, 1891[1]
  - Tlephusa Robineau-Desvoidy, 1863[4]
  - Townsendiellomyia Baranov, 1932[4]
  - Tryphera Meigen, 1838[2]
  - Tsugaea Hall, 1939[2]
  - Weingaertneriella Baranov, 1932[1]
  - Xylotachina Brauer & von Bergenstamm, 1891[1][4]
  - Zizyphomyia Townsend, 1916[2]

- Plemię Exoristini
  - Atylomyia Brauer, 1898[1]
  - Austrophorocera Townsend, 1916[2]
  - Bessa Robineau-Desvoidy, 1863[2][4]
  - Calliethilla Shima, 1979[1]
  - Chaetexorista Brauer & Bergenstamm, 1895[2]
  - Chetogena Róndani, 1856[2][4]
  - Diplostichus Brauer & Bergenstamm, 1889[4]
  - Ethilla Robineau-Desvoidy, 1863[1]
  - Exorista Meigen, 1803[2][4]
  - Gueriniopsis Reinhard, 1943[2]
  - Gynandromyia Bezzi, 1923[1]
  - Parasetigena Brauer & Bergenstamm, 1891[2][4]
  - Paratryphera Brauer & von Bergenstamm, 1891[1][3]
  - Phorcidella Mesnil, 1946[1]
  - Phorocera Robineau-Desvoidy, 1830[4]
  - Phorocerosoma Townsend, 1927[1][3]
  - Tachinomyia Townsend, 1892[2]

- Plemię Goniini
  - Allophorocera Hendel, 1901[2][1]
  - Aneogmena Brauer & von Bergenstamm, 1891[1][3]
  - Arama Richter, 1972[1]
  - Argyrophylax Brauer & von Bergenstamm, 1889[2][1][3]
  - Asseclamyia Reinhard, 1956[2]
  - Atacta Schiner, 1868[2]
  - Atactopsis Townsend, 1917[2]
  - Atractocerops Townsend, 1916[1]
  - Baumhaueria Meigen, 1838[1]
  - Belvosia Robineau-Desvoidy, 1830[2]
  - Blepharella Macquart, 1851[1][3]
  - Blepharipa Róndani, 1856[4][2][1]
  - Bothria Róndani, 1856[1]
  - Brachicheta Róndani, 1861[4]
  - Cadurcia Villeneuve, 1926[3]
  - Calozenillia Townsend, 1927[1]
  - Carceliella Baranov, 1934[1]
  - Ceratochaetops Mesnil, 1954[2]
  - Ceromasia Róndani, 1856[2][1]
  - Chaetocrania Townsend, 1915[2]
  - Chaetogaedia Brauer & von Bergenstamm, 1891[2]
  - Chaetoglossa Townsend, 1892[2]
  - Chrysoexorista Townsend, 1915[2]
  - Clemelis Robineau-Desvoidy, 1863[4][1]
  - Crosskeya Shima & Chao, 1988[1]
  - Cyzenis Robineau-Desvoidy, 1863[4][2]
  - Distichona Wulp, 1890[2]
  - Dolichocolon Brauer & von Bergenstamm, 1889[1][3]
  - Eleodiphaga Walton, 1918[2]
  - Elodia Robineau-Desvoidy, 1863[4][1][3]
  - Erycilla Mesnil, 1957[4]
  - Erynnia Robineau-Desvoidy, 1830[4][2][1]

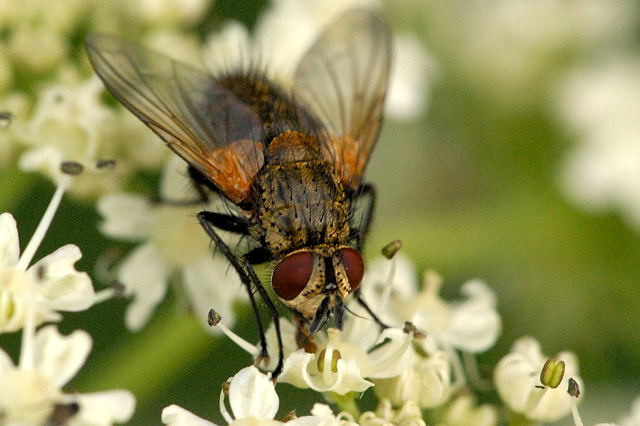
Allophorocera ferruginea

  - Erythrocera Robineau-Desvoidy, 1849[1]
  - Euceromasia Townsend, 1912[2]
  - Eucnephalia Townsend, 1892[2]
  - Euexorista Townsend, 1912[2]
  - Eumea Robineau-Desvoidy, 1863[4][2][1]
  - Eumeella Mesnil, 1939[1]
  - Eurysthaea Robineau-Desvoidy, 1863[4][1][3]
  - Frontina Meigen, 1838[4][1][3]
  - Frontiniella Townsend, 1918[2]
  - Gaediopsis Brauer & von Bergenstamm, 1891[2]
  - Gonia Meigen, 1803[4][2][1][3]
  - Goniophthalmus Villeneuve, 1910[1][3]
  - Hebia Robineau-Desvoidy, 1830[4]
  - Hesperomyia Brauer & von Bergenstamm, 1889[2]
  - Houghia Coquillett, 1897[2]
  - Hypertrophomma Townsend, 1915[2]
  - Hyphantrophaga Townsend, 1892[2]
  - Isochaetina Mesnil, 1950[3]
  - Kuwanimyia Townsend, 1916[1]
  - Leschenaultia Robineau-Desvoidy, 1830[2]
  - Masistylum Brauer & von Bergenstamm, 1893[2]
  - Mystacella Wulp, 1890[2]
  - Myxexoristops Townsend, 1911[4][2][1]
  - Nealsomyia Mesnil, 1939[1][3]
  - Ocytata Gistel, 1848[4]
  - Onychogonia Brauer & von Bergenstamm, 1889[2][1]
  - Oraphasmophaga Reinhard, 1958[2]
  - Otomasicera Townsend, 1912[2]
  - Pales Meigen, 1800[4][1][3]
  - Palesisa Villeneuve, 1929[1]
  - Paraphasmophaga Townsend, 1915[2]
  - Paravibrissina Shima, 1979[1]
  - Patelloa Townsend, 1916[2]
  - Pexopsis Brauer & von Bergenstamm, 1889[1]
  - Phryno Robineau-Desvoidy, 1830[4][1]
  - Platymya Robineau-Desvoidy, 1830[4][1][2]
  - Polygasropteryx Mesnil, 1953[3]
  - Prosopea Róndani, 1861[1]
  - Prosopodopsis Townsend, 1926[1][3]
  - Prospherysa Wulp, 1890[2]
  - Pseudalsomyia Mesnil, 1968[1]
  - Pseudochaeta Coquillett, 1895[2]
  - Pseudogonia Brauer & von Bergenstamm, 1889[1]
  - Pujolina Mesnil, 1968[1]
  - Scaphimyia Mesnil, 1955[1]
  - Simoma Aldrich, 1926[1][3]
  - Spallanzania Robineau-Desvoidy, 1830[2][1][3]
  - Sturmia Robineau-Desvoidy, 1830[1][3]
  - Suensonomyia Mesnil, 1953[1][3]
  - Takanomyia Mesnil, 1957[1][3]
  - Thelairodrino Mesnil, 1954[3]
  - Thelymorpha Brauer & Bergenstamm, 1889[4][1]
  - Torosomyia Reinhard, 1935[2]
  - Tritaxys Macquart, 1847[1]
  - Trixomorpha Brauer & von Bergenstamm, 1889[1][3]
  - Zenillia Robineau-Desvoidy, 1830[4][1][3]

- Plemię Masiphyini
  - Masiphya Brauer & von Bergenstamm, 1891[2]
  - Mystacomyia Giglio-Tos, 1893[2]

- Plemię Winthemiini
  - Chesippus Reinhard, 1967[2]
  - Crypsina Brauer & von Bergenstamm, 1889[1]
  - Diotrephes Reinhard, 1964[2]
  - Hemisturmia Townsend, 1927[2]
  - Nemorilla Róndani, 1856[1][3]
  - Orasturmia Reinhard, 1947[2]
  - Rhaphiochaeta Brauer & Bergenstamm, 1889
  - Smidtia Robineau-Desvoidy, 1830[1][3]
  - Winthemia Robineau-Desvoidy, 1830[1][3]